# Энш (Гаити)
Энш (фр. Hinche, гаит. креол. Ench) — город на востоке центральной части Гаити, административный центр Центрального департамента.

## Географическое положение
Расположен на севере департамента, примерно в 128 км к северо-востоку от столицы страны, города Порт-о-Пренс и 52 км от границы с Доминиканской Республикой. Абсолютная высота — 228 метров над уровнем моря.
Энш практически не пострадал от землетрясения 12 января 2010 года, в связи с чем привлёк большое количество беженцев.

## Население
По данным на 2013 год численность населения составляет 32 997 человек.
Динамика численности населения города по годам:
| 1982   | 2000   | 2003   | 2013   |
| ------ | ------ | ------ | ------ |
| 10 070 | 16 500 | 23 599 | 32 997 |

## Известные уроженцы
- Шарлемань Перальт — гаитянский военный деятель.
- Педро Сантана — государственный деятель Доминиканской Республики